# تیغ‌پشت برنجی چهارانگشته
تیغ‌پشت برنجی چهارانگشته(نام علمی: Oryzorictes tetradactylus) نام یک گونه از سرده تیغ‌پشت برنجی است.